# Elvellon
Elvellon est un groupe allemand de metal symphonique. En date, il compte un EP, un DVD live et deux albums. Depuis 2020, il est sous contrat avec le label discographique Napalm Records. 

## Histoire
Elvellon est formé en 2010 par Nele Messerschmidt, Martin Klüners et Pascal Pannen. Pendant une phase de recherche initiale, Gilbert Gelsdorf et Phil Kohout rejoignent le groupe en 2012 et 2013. Tous deux avaient déjà joué ensemble au sein de Ravian, un groupe de power metal symphonique avec lequel Elvellon partage sa première salle de répétition. En 2015, l'EP Spellbound, auto-produit, est publié. La vidéo musicale de la chanson Born from Hope atteint près d'un million de vues sur YouTube dans l'année qui suit sa sortie.
Début 2018, le groupe signe un contrat d'enregistrement avec le label Reaper Entertainment. En juin de la même année, le premier album Until Dawn sort. Les critiques de magazines tels que metal.de, Metal Hammer ou stormbringer.at sont très positives et prédisent au groupe « un grand avenir », reconnaissant à l'album une indépendance et des qualités accrocheuses, ainsi qu'un jeu de guitare ambitieux et des arrangements orchestraux parfaitement adaptés. Après une tournée en première partie de Visions of Atlantis et des représentations lors de grands festivals en plein air (entre autres Rockharz Open Air et Rockfest Barcelona) en 2019, l'album sort en partenariat avec Napalm Records. En outre, un DVD live est publié en 2019 en auto-production.
Le groupe sort son deuxième album Ascending in Synergy en mai 2024, précédé de trois vidéos musicales : A Vagabond's Heart, My Forever Endeavour, et The Aftermath of Life. Les critiques qualifient l'album d'« excellent metal symphonique » et de « disque très fort ». En juin 2024, le magazine allemand Metal Hammer annonce qu'Elvellon fait partie des nominés dans la catégorie Rising Star des Metal Hammer Awards 2024. La remise des prix a lieu le 30 août 2024. 

## Discographie
- 2015 : Spellbound (EP 5 titres)
- 2018 : Until Dawn (album, Reaper Entertainment)
- 2020 : Until Dawn Live (DVD)
- 2024 : Ascending in Synergy (album, Napalm Records)